# Беркан
Беркан (араб. بركان; бербер. ⴱⴻⵔⴽⴰⵏ) — місто на північному сході Марокко. Лежить у Східному регіоні країни поруч зі Середземним морем та кордоном з Алжиром. Населення за переписом 2014 року — 109 237 осіб.

## Назва
Місто бере свою назву від ісламського святого Сіді Ахмеда Аберкана, який помер у 868 році за ісламським календарем. Власне, слово беркан (чи аберкан) означає «чорний колір» на берберській мові.

## Населення
Основна частка населення Беркану є берберами за походженням. Вони  походять головним чином від племені Ят-Ізнасен, яке складається з багатьох кланів. На додачу до володіння берберськими мовами, більшість населення знає іще арабську.
Розвиток сільськогосподарської діяльності та покращення рівня життя в місті сприяли міграції гірського населення до відкритих рівнин та, як результат, зменшенню населення, що живе в племенах.

## Економіка
Зайнятість у Беркані зосереджена передусім на сільськогосподарській діяльності. Причиною цього є іригаційні спорудження, що створювалися в місті в першій половині ХХ століття. До того ж, місто лежить на одній з найродючишіх місцевостей Марокко, рівнині Тарифа. Беркан вважається столицею вирощування цитрусових у Марокко — вони ростуть тут цілий рік. Особливо визначною галуззю міста є вирощування клементинів.

## Міста-побратими
- Бонді, Франція
- Перпіньян, Франція
- Сен-Жіль, Бельгія
- Зейст, Нідерланди